# دایمون هل‌استروم
دایمون هل‌استروم (به انگلیسی: Daimon Hellstrom) که همچنین تحت عناوین پسر شیطان و هل‌استروم نیز شناخته می‌شود، یک شخصیت خیالی ضدقهرمان است که در کتب کمیک مارول کامیکس وجود دارد؛ و برای اولین بار، در شمارهٔ ۱ کمیک روح سوار سپتامبر ۱۹۷۳ معرفی شد.

## خانواده
وی یک خواهر دارد به نام «ساتانا‌» که بیشترین کسی است که به او ربط دارد. هل‌استروم پسر ماردوک کوریس. او دو تا عمو دارد به نام زاراثوس و روح انتقام یا همان روح انتقام دیگر (بد). وی پدر بزرگی دارد با نام ساتاننیش و عموبزرگ‌هایی دارد با نام‌های مفیستو، لوسیفر و ثگ. دایمون هل استورم یک عموی دیگر دارد با نام سیاه قلب و عمهٔ دیگر با نام مفیستا. عموهای دیگری هم با نام‌های جک او لنترن و دیمو گابلین. عموی دیگر فنتوم رایدر و عموبزرگ دیگر به نام مایندلس وانز و جدهایش یعنی عمر و دورمامو را دارد. او با هلکت ازدواج کرد و بچه‌ای داشت با نام «دمونا» اما هل‌استروم هلکت را طلاق داد.